# Плотозавр
Плотозавр (Plotosaurus) — рід вимерлих плазунів підродини Мозазаврові родини Мозазаври підряду ящірок. Мали 2 види. Мешкали під час Пізньої Крейди (Маастрихтський ярус).

## Опис
Загальна довжина представників цього роду коливалася від 10 до 13 м. Мали помірний череп з довгою пащею. У них були великі очі та ніздрі, мали гострий зір. Зуби були численні й гострі. Були наділені довгим, обтічним тулубом з довгими і вузькими ребрами. Шкіра у плотозаврів була вкрита дрібною лускою на кшталт сучасних варанів. Хвіст був змієподібний з 64 хребцями та плоским вертикальним плавником, наприкінці з остистими відростками. Ласти у них були маленькі і широко розставлені, внаслідок чого вони служили тваринам не рушіями, а рулями і стабілізаторами. Пальці на кінцівках були притиснуті один до одного.

## Спосіб життя
Плотозаври відмінно пристосувалися до життя в морі, а по суходолу пересувався з великими труднощами. Живилися рибою та молюсками.
Були живородними.

## Розповсюдження
Рештки знайдені у Каліфорнії (США). Ймовірно мешкали у Тихоокеанському регіоні.

## Види
- Plotosaurus bennisoni
- Plotosaurus tuckeri